# Arry (Moselle)

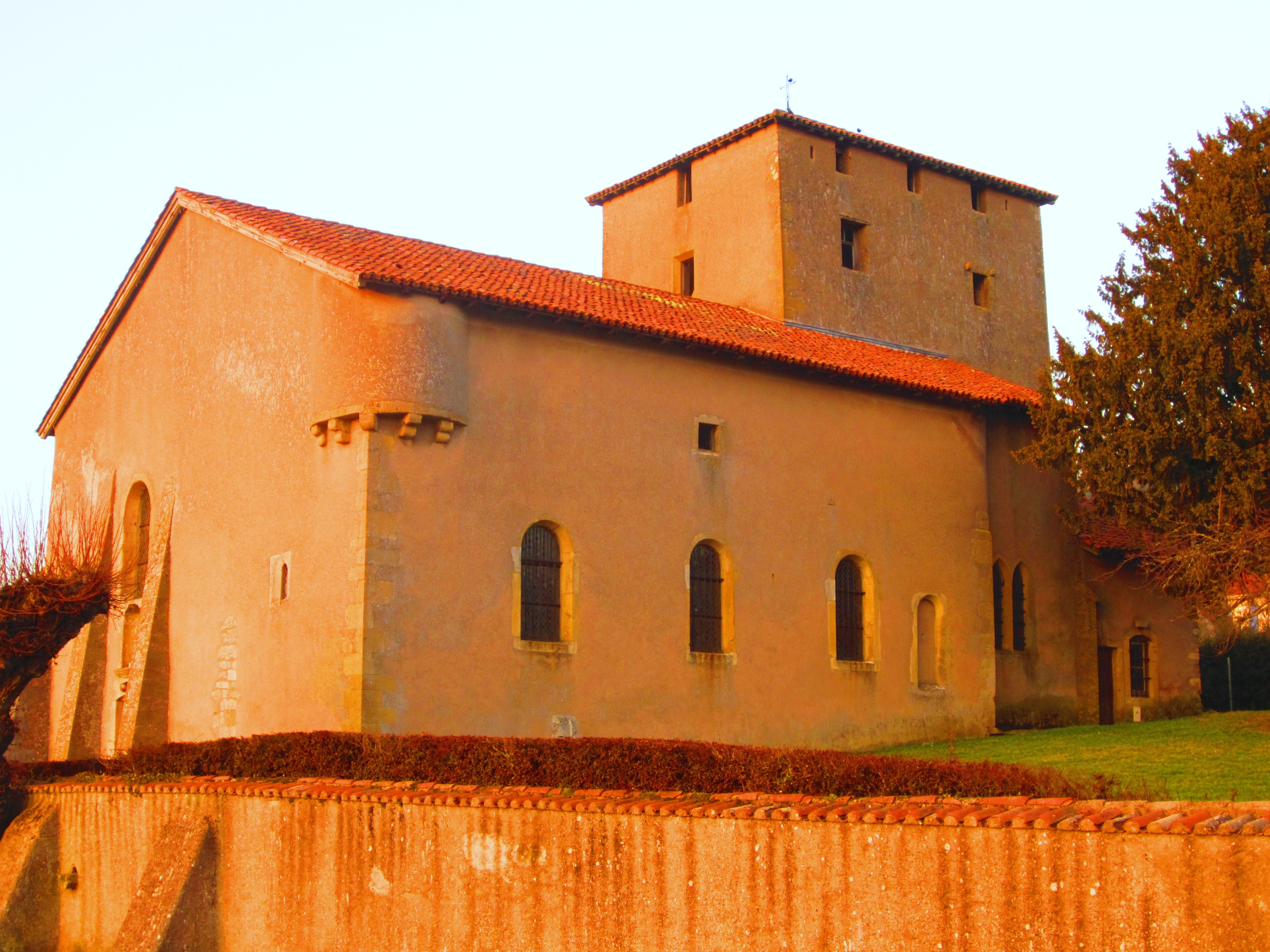
Kirche St. Arnould (13. und 14. Jahrhundert)

Arry ist eine französische Gemeinde mit 532 Einwohnern (Stand 1. Januar 2022) im Département Moselle in der Region Grand Est (bis 2015 Lothringen). Sie gehört zum Arrondissement Metz.

## Geographie
Die Gemeinde Arry liegt in Lothringen zwischen Metz und Pont-à-Mousson am rechten Ufer der Mosel, acht Kilometer südöstlich von Gorze.

## Geschichte
Der Ort wurde 608 erstmals erwähnt. 1130 hieß der Ort Areis. Die Ortschaft gehörte früher zur Grafschaft Bar.
Durch den Frankfurter Frieden vom 10. Mai 1871 kam die Region an das deutsche Reichsland Elsaß-Lothringen, und das Dorf wurde dem Landkreis Metz im Bezirk Lothringen zugeordnet.  Die Dorfbewohner betrieben Wein-, Hopfen-, Obst-  und Gemüsebau.
Nach dem Ersten Weltkrieg musste die Region aufgrund der Bestimmungen des Versailler Vertrags 1919 an Frankreich abgetreten werden und wurde Teil des Département Moselle.
Im Zweiten Weltkrieg war die Region von der deutschen Wehrmacht besetzt.
In den Jahren von 1915 bis 1918 trug Arry den eingedeutschten Namen Arrich, 1940–1944 Aringen.

## Bevölkerungsentwicklung
| Jahr      | 1962 | 1968 | 1975 | 1982 | 1990 | 1999 | 2007 | 2020 |
| Einwohner | 301  | 324  | 304  | 358  | 350  | 407  | 463  | 562  |

## Persönlichkeiten
- Edmond Louyot (1861–1920), Maler